# فكتور جيفوجينوفيتش
فكتور جيفوجينوفيتش (بالصربية: Виктор Живојиновић)‏ هو لاعب كرة قدم صربي، ولد في 15 مارس 1999 في بلغراد في صربيا.

## وصلات خارجية
- فكتور جيفوجينوفيتش على موقع قاعدة بيانات كرة القدم.إي يو (الإنجليزية)
- فكتور جيفوجينوفيتش على موقع بيانات كرة القدم. دي إي (الألمانية)
- فكتور جيفوجينوفيتش على موقع Soccerbase.com (لاعب) (الإنجليزية)
- فكتور جيفوجينوفيتش على موقع Soccerway.com (الإنجليزية)
- فكتور جيفوجينوفيتش على موقع عالم كرة القدم.نت (الإنجليزية)